# باولو راميريز
باولو راميريز (بالإسبانية: Paolo Ramírez)‏ هو مغني تشيلي، ولد في 6 أكتوبر 1992 في كيلبويه في تشيلي.

## وصلات خارجية
- الموقع الرسمي